# المعهد الوطني لبحوث سياسة العلوم
المعهد الوطني لبحوث سياسة العلوم (NRISP) هو مؤسسة إيرانية تأسست عام 1980، ويعمل كمركز بحثي وفكري تابع لوزارة العلوم والبحوث والتكنولوجيا.

## المنشورات
يصدر المعهد الوطني لبحوث سياسة العلوم (NRISP) أربع دوريات:
- مجلة سياسة العلوم والتكنولوجيا (ربع سنوي)  ISSN [http://www.worldcat.org/issn/2008-0840

```
2008-0840
```

]
- راهي أوشفت (سياسة العلوم الفصلية)  ISSN [http://www.worldcat.org/issn/1027-2690

```
1027-2690
```

]
- دانشغار (مجلة علمية-شهرية)
- النشرة الإخبارية للعلوم والبحوث

## الإدارات
يتكوَّن المعهد الوطني لبحوث سياسة العلوم (NRISP) من ستة أقسام:
- قسم بحوث الدراسات المستقبلية,
- قسم بحوث اقتصاد العلوم,
- فهم الجمهور لقسم البحوث العلمية,
- السيانتوميتريكس قسم,
- قسم بحوث العلوم والمجتمع ، و
- قسم بحوث السياسات العلمية.

## أنظر أيضا
- التصنيف الدولي لإيران
- العلوم والتكنولوجيا في إيران